# توماس بليدل
توماس بليدل (بالألمانية: Thomas Pledl)‏ (23 مايو 1994 ببيشوفسمايس في ألمانيا - ) هو لاعب كرة قدم ألماني في مركز الوسط. شارك مع منتخب ألمانيا لكرة القدم تحت 18 سنة ومنتخب ألمانيا تحت 19 سنة لكرة القدم ومنتخب ألمانيا تحت 20 سنة لكرة القدم. أما مع النوادي، فقد لعب مع إنغولشتات 04 وغرويتر فورت ونادي ساندهاوزن وFC Ingolstadt 04 II ‏ وSpVgg Greuther Fürth II ‏.

## روابط خارجية
- توماس بليدل على موقع قاعدة بيانات كرة القدم.إي يو (الإنجليزية)
- توماس بليدل على موقع بيانات كرة القدم. دي إي (الألمانية)
- توماس بليدل على موقع Soccerway.com (الإنجليزية)
- توماس بليدل على موقع عالم كرة القدم.نت (الإنجليزية)
- توماس بليدل على موقع AS.com (الإسبانية)